# Sikorsky S-40
Il Sikorsky S-40 era un aereo anfibio quadrimotore a scafo centrale ed ala alta a parasole prodotto dall'azienda statunitense Sikorsky Aircraft Corporation nei primi anni trenta e destinato al servizio di trasporto passeggeri di linea.
Il modello fu il più grande aereo di linea del periodo.

## Storia
Alla fine degli anni venti Juan Trippe, presidente della compagnia aerea Pan American Airways, decise di affiancare alla propria flotta, basata sui Sikorsky S-38 ad otto posti, un nuovo velivolo che permettesse di incrementare sensibilmente il trasporto di passeggeri sulle proprie tratte. A tale scopo la Pan Am emise una specifica che venne presentata alla Sikorsky e che propose un aereo anfibio di grandi dimensioni che possedeva una capacità di 40 posti a sedere.

### Sviluppo
Il nuovo modello, progettato dall'ufficio progetti diretto da Igor Sikorsky e designato S-40, risultava essere imponente per l'epoca, introducendo materiali innovativi come l'alclad, una nuova lega di alluminio resistente alla corrosione, pur conservando nell'aspetto generale un approccio conservativo. Per questo motivo, data la quantità di sostegni necessari a rinforzare esternamente la struttura, venne scherzosamente soprannominato "Flying Forest" (foresta volante).

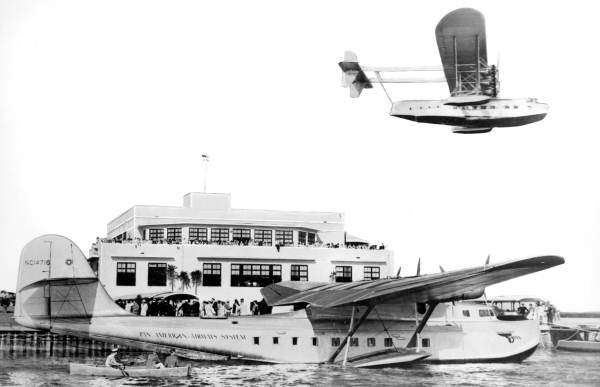
Un Sikorsky S-40 sorvola un Martin M-130.

La produzione iniziò nel 1931 negli stabilimenti della Vought-Sikorsky Aircraft Division, controllata della United Aircraft Corporation, a Stratford, nel Connecticut, ed il primo esemplare venne portato in volo per la prima volta nell'aprile dello stesso anno.
Furono solo tre gli esemplari realizzati, l'NC80V "Caribbean Clipper", l'NC81V "American Clipper" e l'NC752V "Southern Clipper", in quanto Trippe espresse la volontà di dotare la propria compagnia di un nuovo modello che avesse anche capacità transoceaniche e decretando quindi, anche perché considerato oramai obsoleto, il termine della produzione in serie.
Nel 1935 i tre esemplari furono oggetto di un aggiornamento al fine di prolungarne la vita operativa. Furono dotati di una nuova motorizzazione, una versione più potente dei radiali Pratt & Whitney Hornet dotata di compressore, che ne incrementarono leggermente le prestazioni generali.

### Impiego operativo
Il servizio di trasporto passeggeri iniziò il 19 novembre 1931, con Charles Lindbergh ai comandi, sulla rotta che collegava Miami, Florida, alla Zona del Canale di Panama, con scali a Cienfuegos (Cuba), Kingston (Giamaica) e Barranquilla (Colombia).

## Versioni
S-40
prima versione realizzata, prodotta in 3 esemplari.
S-40A
riconversione dei tre S-40 con l'adozione di motori sovralimentati.

## Utilizzatori
Stati Uniti
- Pan American Airways

## Cinematografia
Grazie alla sua fama conquistata per essere stato il più grande velivolo da trasporto passeggeri dell'epoca, l'S-40 divenne uno degli aerei civili più conosciuti e popolari negli Stati Uniti. Di conseguenza, esso è divenuto oggetto di ispirazione in diversi settori della cultura popolare e della cinematografia.
Il velivolo venne infatti utilizzato come location per alcune scene del film Carioca, girato nel 1933 dal regista Thornton Freeland. Il film, oltre a segnare una storica tappa per la prima apparizione sullo schermo della coppia di ballerini Fred Astaire e Ginger Rogers, fornisce anche una documentazione dell'aspetto degli interni del modello.